# ハーヴェイ・ワインスタイン
ハーヴェイ・ワインスタイン（Harvey Weinstein [ˈhɑɚvi ˈwaɪ̯nstiːn]、1952年3月19日 - ）は、アメリカ合衆国の元映画プロデューサー。
大学在学中に創設した映画プロダクション「ミラマックス」を成功させてハリウッドで大きな影響力を誇ったが、2017年に長期にわたる性暴力・性的虐待とその隠蔽工作が発覚して逮捕された。その後有罪判決を受け、2024年現在も刑務所に収監されている。この事件は、エンターテイメント業界のみならずさまざまな職場で働く女性の安全性・尊厳確保を求める動き「MeToo運動」が、世界的な運動に発展してゆくさいの大きなきっかけとなった。

## 概要
1980年代に急成長したアメリカの映画プロダクション「ミラマックス」の設立者であり、2005年からは弟のボブと共にワインスタイン・カンパニーを経営した。
少数の大手映画会社が支配していた当時のアメリカ映画界で、すぐれた作品を次々に手がける新興プロダクションとして注目され、しだいにアカデミー賞ノミネート作品の常連となった。ワインスタイン自身も『恋におちたシェイクスピア』でプロデューサーとしてアカデミー作品賞を受賞している。
ワインスタインは、若いが有望な監督や俳優・脚本家の才能を見抜いて作品を任せ、興行を成功にみちびく手腕が優れていたとされ、ミラマックスを成長させる過程で、ワインスタインは米国映画界の実力者として業界内で非常に大きな影響力を持つようになった。ミラマックス社の最盛期には、ハリウッドだけでなくカンヌやヴェニス、ベルリンなど世界の主要映画祭をプライベートジェットでまわって自社作品を売り込む豪華なキャンペーンを展開していた。
しかし2017年、ワインスタインが長年にわたって多数の女性を暴行し、さらに被害者が事件を口外しないよう口止め工作を行ってきたことが大きく報道された。一連の報道の影響を受けてワインスタイン・カンパニーは破産、ワインスタイン自身も性暴力や強姦などの罪で起訴され、2022年にはニューヨークの裁判所で禁錮23年、2023年にはロサンゼルスの裁判所で更に禁錮16年を上乗せする判決を受ける。
この事件はアメリカ社会で大きな衝撃を与え、性暴力・セクハラを受けていた女性たちが声を上げる「＃MeToo運動」と呼ばれる世界的な社会現象へとつながった。

### 表記と発音
姓の原音に近いカタカナ表記は「ワインスティーン」である。アメリカのテレビ番組でも「ワインスティーン」の発音が主流である。BBCの記事の日本語版でも、「ワインスティーン」としている。日本メディアではNHKがワインスティーンと表記している。日本のメディアによる表記は、「ワインスタイン」の表記が主流。名は原音では「ハーヴィ−」、日本では「ハーヴェイ」「ハーベイ」などと表記される。

## 経歴

### 生い立ち
東欧から移民したユダヤ人でダイヤモンド加工業者のマックス・ワインスタイン（Max Weinstein）を父、ミリアム（Miriam）を母として、1952年にニューヨーク市のクイーンズで生まれた。2年後に弟のボブが誕生。
ワインスタインは幼いころから読書家で、芸能界への憧れがつよく、有名人のゴシップや新しい映画の動向に詳しかった。早くも10代後半に弟ボブらと共に制作会社「ハーヴェイ&コーキー・プロダクション」を立ち上げ、ロック・コンサートのプロデュース・運営を始めている。
地元の高校を卒業後、ニューヨーク州立大学バッファロー校に進学した。

### ミラマックス設立
兄弟はこのころニューヨークの映画館でトリュフォー『大人は判ってくれない』を鑑賞して深い感銘を受け、「アートハウス映画」と呼ばれていた芸術性の強い作品や外国映画に傾倒するようになる。
そして大学在学中の1979年、映画プロダクション「ミラマックス（Miramax）」を設立する。この社名は、彼らの両親の名（ミリアムとマックス）にちなんでいる。
初めて公開した作品はポール・マッカートニーのコンサート映画『ROCK SHOW』（1980年）だった。1980年代初頭、ミラマックスは人権組織アムネスティ・インターナショナルの映画2本の権利を得た。ワインスタイン兄弟はオリジナル版のプロデューサーのマーティン・ルイスと協力してアメリカ市場向けに2本の映画を1本に編集し、これがミラマックス初めてのヒット作となった。アムネスティはこの映画によって多額の資金を手にし、そしてアメリカでの知名度上昇に繋がったとしている。

### 映画界での成功

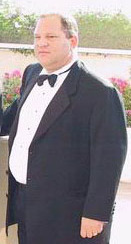
2002年のカンヌ国際映画祭にて

兄弟のミラマックス社は、当時のアメリカで興行的にはふるわないのが当然と思われていたアートハウス映画やドキュメンタリー映画を次々に成功させて、広く注目を集めるようになる。
ミラマックスの創設初期にとくに大きな成功をおさめたのは、著名なドキュメンタリー映画作家エロール・モリスの作品（The Thin Blue Line）や、『セックスと嘘とビデオテープ』、『コックと泥棒、その妻と愛人』、『アタメ』などで、これらはいずれも興行的に大ヒットしてアメリカ映画界の常識をくつがえしたうえ、批評家からも高い評価を受けた。
さらに1993年に『クライング・ゲーム』を世界的にヒットさせ、これはディズニーに8000万ドル（約80億円）で売却されている。
翌1994年にはクエンティン・タランティーノ監督の『パルプ・フィクション』を製作、1996年には『イングリッシュ・ペイシェント』でミラマックスの作品としては初めてアカデミー作品賞受賞を果たした。
その後も、『グッド・ウィル・ハンティング/旅立ち』（1997年）など現在も高く評価される作品を作りつづけ、ワインスタイン自身も『恋におちたシェイクスピア』（1998年）のプロデュースによりアカデミー作品賞を受賞した。ミラマックス作品は2005年までに249個ものアカデミー賞ノミネートを獲得している。
2005年に兄弟はミラマックス社と所有する作品の権利を売却、新たに「ワインスタイン・カンパニー」を設立。ゴールドマン・サックス社等と数百億円のファンドを組んでアジア市場、とくに中国の映画市場への進出をもくろんで華やかな売り込みキャンペーンを展開した。

## 性犯罪

### 概要
2017年10月5日、『ニューヨーク・タイムズ』紙がワインスタインによる数十年におよぶ性暴力および性的虐待の実態を告発する記事を掲載した。記事によると、ワインスタインは1990年代から社内の女性スタッフや自社作品に出演する女優、若い女優志願者などに性的暴行と虐待を繰り返していた。しかしワインスタインが、事件を口外すれば映画界にいられなくするなどと被害者を脅迫したほか、一部の被害者に対しては口止め料を払って守秘義務を含む示談契約を結んでいたため、長年にわたって発覚しなかった。
記事ではミラマックスの作品に出演したアシュレイ・ジャッド、グウィネス・パルトロウといった著名な女優が被害を告発したほか、ワインスタインの元アシスタントらも実名で被害の様子を詳細に語り、大きな衝撃を与えた。遅れて『ニューヨーカー』誌にもワインスタインの性暴力の実態を追う長文の記事が掲載され、ここでは彼が元諜報員らのチームを雇用して被害者の弱みを握るため身辺調査をさせたり、ジャーナリストの取材を妨害・攪乱させたりしていたことも明らかにされた。
これらの記事が大きなきっかけとなり、アメリカのエンターテイメント業界で「自分も同様の被害を受けた」とする告発が現れるようになり、著名なTV番組司会者や俳優が解雇されるケースが相次ぐことになる。
ワインスタイン・カンパニーは、報道による新規ビジネスの停止など影響がきわめて大きく、翌2018年3月に破産申請した。
ワインスタインは、記事が出た直後に同社から解雇。翌年5月には過去の強姦、性犯罪行為、性的虐待などの容疑でニューヨーク警察に逮捕された。その後、2020年6月に有罪評決を受けて禁固23年の刑を言い渡され、ワインスタインはかつて映画の仕事を始めたニューヨーク州バッファローの刑務所に収監される。
2022年6月8日には、イギリス検察当局が1996年8月にロンドンで女性に対し2件の暴行を行った容疑でワインスタインを起訴、さらに同年、ロサンゼルスでも2004年〜2013年にかけて行った強姦など11件の罪で起訴された。2023年2月23にカリフォルニア州ロサンゼルスの裁判所から禁錮16年を言い渡された。
ニューヨーク・タイムズ社による一連の報道は、取材の中心となった記者ジョディ・カンターとミーガン・トゥーイーによって著作にまとめられ、2022年には同書を原作とする映画『SHE SAID/シー・セッド その名を暴け』が公開された。
2024年4月26日、ニューヨーク州最高裁は禁錮23年とした一審判決を破棄した。起訴の対象ではない女性の被害証言を認めたことが不適切だったとして、裁判のやり直しが必要だと判断した。ただ、カリフォルニア州での事件で禁錮16年を言い渡されているため、同州に移送されて服役を続ける見通し。
同年9月5日、イギリス検察当局は同国での2件の訴追を取り下げると発表した。証拠を精査し、有罪判決が現実的ではないと判断した。

### ワインスタイン側の反応
『ニューヨーク・タイムズ』が発表した最初の記事で、ワインスタイン側の声明が引用されている。この中でワインスタインは、「今は自分が育った1960年代から70年代の文化とは異なることを理解していなかった」「同僚に対する過去のふるまいが多くの苦痛をもたらしたことを謝罪する」などと述べていた。しかしその後、ワインスタイン自身はこの声明をひるがえし、代理人を通して「ハラスメントに関する一連の報道は虚偽である」などと主張するようになった。
こうしたワインスタインの姿勢に対し、弟のボブは「兄の後悔の念と被害者への謝罪の言葉は空虚なものです。」「兄は自らを世界有数の嘘つきであると証明してしまいました。兄は助けを求めているというよりも、むしろ他者を非難しているように見えます。兄の主張は何から何まで不誠実です。」と厳しく批判する一方、「兄に必要な助けがあることを祈っています。」と述べている。

### 報道への反響
一連の報道で明らかになったワインスタインの行為に対して、ジェニファー・ローレンスやメリル・ストリープ、ジュディ・デンチ、ジェシカ・チャステインらハリウッドの関係者が厳しく非難するコメントを発している。グレン・クローズは本件に関して発したコメントの中で、ワインスタインがセクハラを行っているという噂が長らく業界内に存在していたことを証言している。
同月10日には、ワインスタインにレイプされたと訴える女性たちの証言が『ザ・ニューヨーカー』上に掲載された。11日、ワインスタイン・カンパニーは彼を非難するコメントを重役陣の連名で発表した。12日には、ワインスタインが当時未成年の女優に飲酒を勧めた上でセクハラ発言を行ったとの告発が報じられた。
また、ジェーン・フォンダは今回の報道の1年ほど前にワインスタインがセクハラを行っている事実を把握していたとインタビューで述べた。フォンダはその事実をすぐに公にしなかったことを後悔しているとも語った。なお、リンジー・ローハンはワインスタインを擁護するビデオコメントを自身のInstagramに投稿したが、その後すぐに削除している。
2017年12月7日、ミラ・ソルヴィノは『ハリウッド・レポーター』のコラムで「ワインスタインの性的強要を拒絶したことが、自分のキャリアに悪影響を与えたのではないか」という主旨のことを述べた。15日、ピーター・ジャクソンがソルヴィノの主張を裏付けるような証言をした。
1998年、ジャクソンはワインスタイン率いるミラマックスの出資を受けて『ロード・オブ・ザ・リング』シリーズの製作を進めていたが、その際、同社から「以前に散々な目に遭ったので、アシュレー・ジャッドとミラ・ソルヴィノは起用しないように」と言われたのだという。ジャクソンはその要求の裏にあった真実について知らなかったと述べつつも、結果的に2人のキャリアを損なったことについて謝罪している。翌日、テリー・ツワイゴフもジャクソンと同様の証言をした。
一方で、セクハラや性暴力を告発した女性たちに対するバッシングも発生した。特にイタリアでは、告発者の一人であったアーシア・アルジェントが攻撃の対象となり、ジャーナリストのヴィットリオ・フェルトリは「性行為は合意の上で見返りを得ており、レイプとは言えない。アルジェントが今さら告発するのはおかしい」と発言し、元下院議員のヴィットーリオ・スガルビは「ワインスタイン氏こそ真の被害者である」と発言した。こうしたバッシングを受けてアルジェントはイタリアからドイツに移住した。

### 映画界の動き
2017年10月9日、アップル社はワインスタイン・カンパニー（TWC）と共同で製作する予定だったエルヴィス・プレスリーの伝記ドラマへの関与を打ち切ると発表した。12日、出版社のアシェットがTWC傘下のワインスタイン・ブックスとの提携関係を解消。13日、Amazonはデヴィッド・O・ラッセルが手掛ける予定だったTWC製作のテレビドラマシリーズの発注をキャンセルすると発表した。18日、チャニング・テイタムはマシュー・クイックの小説『Forgive Me, Leonard Peacock』の映画化をTWCと共同で進めていたが、その計画を一時中断するというコメントを出した。後にテイタムはTWCとの絶縁を宣言した。
2017年10月12日、英国映画テレビ芸術アカデミーはワインスタインの会員資格を一時停止すると発表した。14日、アメリカの映画芸術科学アカデミー（AMPAS）が理事会を開催し、評決の結果「ワインスタインを団体より追放する」ことを決定して発表した。

### 政界への影響
ワインスタインは民主党の支持者として多額の資金援助を行っていたこともあって、今回の一件は政界を巻き込む騒動にまで発展した。バラク・オバマやヒラリー・クリントンらが相次いでワインスタインを批判するコメントを公表している。また、共和党選出の大統領であるドナルド・トランプは「ワインスタイン氏と知己になってから久しいが、こういう話を聞いても驚かない。」「彼の行動は不適切なものだった。」と述べた。

### #MeToo運動への波及
ワインスタインによる性犯罪報道以降、他の映画関係者に対する告発も相次いで行われた。この動きはワインスタイン効果（en:Weinstein effect）又は#MeToo運動と呼ばれている。
Amazonスタジオのロイ・プライス社長（当時） や『バグジー』で知られる脚本家のジェームズ・トバック、映画監督のブレット・ラトナー、俳優のケヴィン・スペイシー、ダスティン・ホフマンが過去にセクハラを行ったと告発されている。
MeToo運動の影響は、映画界だけではなく政治の世界にも波及した。11月1日には過去のセクハラ行為を理由にマイケル・ファロン英国防相が辞任するに至った。また、労働党の幹部にレイプされたという告発も出ている。
『タイム』誌は、2017年のパーソン・オブ・ザ・イヤーに「セクハラ・性犯罪の告発者」を選んだ。

### その他
女優に服装を強要
ワインスタインは、妻（当時）のジョージナ・チャップマンが経営するブランド「マルケーザの服」を着用することを、女優たちに強要していたとも報じられている。ワインスタイン・カンパニー配給の『トランスアメリカ』（2005年）で主演を務めたフェリシティ・ハフマンは「マルケーザの服を着ないならば、俺はお前の賞レースキャンペーンをやらんぞ」と脅迫されたと証言している。
スキャンダル潰し
『ニューヨーク・タイムズ』にやや遅れてワインスタインの性暴力を報道したローナン・ファローは、『ニューヨーカー』に掲載した記事をもとに、2019年に著書『キャッチ・アンド・キル』を刊行。ここでファローは、ワインスタインが、密かに契約を結んだ出版社による偽装取材や元イスラエル諜報員による特殊技能のチーム等を通じて被害者の情報を入手し、周辺調査により被害者のスキャンダルを入手したうえで、脅迫や買収によって自らのスキャンダル潰しを行おうとしたり、スキャンダルを調査しているメディアに圧力をかけるなどしていたと述べている。

## 評価
ワインスタインは英国の映画産業への貢献が認められ、大英帝国勲章のコマンダーを授与された（その後、前述の刑事事件により褫奪）。また、ミラマックスでアメリカでの外国映画の存在と人気を高める努力をしたことが認められ、ニューヨークのフランス領事館より芸術文化勲章シュヴァリエ（騎士）が贈られた。
オスカー・シーズンには自身の作品にアカデミー賞を受賞させるために積極的なキャンペーンを行っており、後に映画芸術科学アカデミーがそのような行為を禁止させるに至った。

## 映画以外の活動
ワインスタインはエイズ、糖尿病、多発性硬化症などの問題に熱心である。彼は、ニューヨーク市の貧困問題に取り組む非営利団体であるボード・オブ・ロビン・フッドの会員である。
民主党の支持者であり、2008年の大統領選ではヒラリー・クリントンを応援していると報じられた。

## 私生活
2010年8月29日、妻のジョージナ・チャップマンが女児を出産した。その他にも前妻との娘が二人いる。上記の性暴力報道ののち離婚。
愛煙家であり、毎日数本のダイエットコークを愛飲していた。
2020年3月22日、新型コロナウイルスの検査で陽性反応が検出され、収監されているニューヨーク州の刑務所内で隔離されていることが報じられた。

## 性格・その他
- 「ハーヴェイ・シザーハンズ」とも揶揄されており、買い付けた作品をそのまま公開する事はまずなく、長期間に渡る再編集、再撮影、更にはマーケティング試写でのアンケート結果の数字が上昇するまで絶対に公開しないスタンスを取っている。日本映画『Shall we ダンス?』の買い付け後、1年近くにも及ぶこうしたプロセスが敢行された（周防正行監督著『Shall we ダンス？アメリカに行く』より。文春文庫刊）。なお、ミラマックス社の元重役のマーク・ギル（現ザ・フィルム・デパートメント社社長）はラジオのインタビューで「ハーヴェイ・シザーハンズとは私自身の事だ」と告白しており、ワインスタインの指示を請け負い、実際、再編集を実行していたのはギル自身であった事を明かした。
- 『イン・ザ・ベッドルーム』はサンダンス映画祭で絶賛されたが、ワインスタインのミラマックス社に買い上げられてしまった。ワインスタインが作品を編集してしまうことを恐れた監督トッド・フィールドは友人であるトム・クルーズに相談した。トム・クルーズは「再編集を拒否するのではなく、再編集版が試写会で酷評されるのを待って、オリジナル版の公開を交渉しろ」とアドバイスし、その計画は成功して映画はヒットし、アカデミー賞5部門にノミネートされた[78]。
- 2013年1月10日、セス・マクファーレンとエマ・ストーンが第85回アカデミー賞のノミネート者を発表した。助演女優賞の候補者の中に、ワインスタイン・カンパニーが配給した『世界にひとつのプレイブック』に出演したジャッキー・ウィーヴァーの名前があった。ウィーヴァーは賞レースの前哨戦でほとんど名前が挙がっていなかったため、このことは少なからぬ驚きを持って受け止められたと共に、ワインスタインの猛烈なプロモーションの影響があったことが容易に推察された。5人の名前が読み上げられた後、マクファーレンは「おめでとう、皆さんはもうハーヴェイ・ワインスタインに媚びを売る必要はなくなりました。」と発言した[79][80]。当時、この発言は痛烈なジョークとして受け止められたが、この発言の裏には別の意味があった。ノミネーション発表以前に、マクファーレンは映画で共演した女優から「ワインスタインからホテルでセクハラを受けた」と相談されていた。ワインスタインを揶揄したのはその怒りと不快感を抑え込めなかったからだという[81]。
- 2013年、ハーヴェイと娘のリリーの発案で第85回アカデミー賞の作品賞をミシェル・オバマが発表することになった[注 1]。このことは当日まで授賞式のプロデューサーとホワイトハウスのスタッフしか知らなかった[82]。しかし、イランとアメリカの関係が悪化する中、作品賞が『アルゴ』[注 2]に渡ったこともあり、あらぬ憶測や「政治色が強い」という批判を招く結果となった[83]。
- 2014年、イギリスの人気グループワン・ダイレクションのメンバーであるハリー・スタイルズに「自分の３人の娘とデートすれば、好きなハリウッド映画に出演できる」と持ちかけて物議を醸した[84][85]。
- 2014年3月に開催された第86回アカデミー賞の授賞式において、司会のエレン・デジェネレスが会場のドルビー・シアターまで宅配ピザを頼んだ。そのチップの回収の際に、エレンから「ハーヴェイ、あなたお金持ちなんだからチップたくさん出してよ！｣と言われた[86][注 3]。

## 主なプロデュース作品
- 『トゥルー・ロマンス』 - True Romance (1993)
- 『ブルー・イン・ザ・フェイス』 - Blue in the Face (1995)
- 『ビューティフル・ガールズ』 - Beautiful Girls (1995)
- 『ウェールズの山』 - The Englishman Who Went up a Hill but Came down a Mountain (1995)
- 『クロッシング・ガード』 - The Crossing Guard (1995)
- 『スクリーム』 - Scream (1996)
- 『イングリッシュ・ペイシェント』 - The English patient (1996)
- 『グッド・ウィル・ハンティング/旅立ち』 - Good Will Hunting (1997)
- 『ゴッド・アーミー/復讐の天使』 - The Prophecy II (1997)
- 『もののけ姫』 - PRINCESS MONONOKE (1997) ※英語版・製作総指揮
- 『恋におぼれて』 - Addicted to Love (1997)
- 『ジャッキー・ブラウン』 - Jackie Brown (1997)
- 『ベルベット・ゴールドマイン』 - Velvet Goldmine (1998)
- 『ラウンダーズ』 - Rounders (1998)
- 『パラサイト』 - The Faculty (1998)
- 『恋におちたシェイクスピア』- Shakespeare in Love (1998)
- 『シーズ・オール・ザット』 - She's All That (1999)
- 『恋の骨折り損』 - Love's Labour's Lost (1999)
- 『最終絶叫計画』 - Scary Movie (2000)
- 『マレーナ』 - Malèna (2000)
- 『ショコラ』 - Chocolat (2000)
- 『スパイキッズ』 - Spy Kids (2001)
- 『アザーズ』 - Los Otros (2001)
- 『アイリス』 - Iris (2001)
- 『ロード・オブ・ザ・リング』 - The Lord of the Rings: The Fellowship of the Ring (2001)
- 『シッピング・ニュース』 - The Shipping News (2001)
- 『ロード・オブ・ザ・リング/二つの塔』 - The Lord of the Rings: The Two Towers (2002)
- 『リベリオン』 - Equilibrium (2002)
- 『ギャング・オブ・ニューヨーク』 - Gangs of New York (2002)
- 『シカゴ』 - Chicago (2002)
- 『コンフェッション』 - Confessions of a Dangerous Mind (2002)
- 『セレブな彼女の落とし方』 - My Boss's Daughter (2003)
- 『キル・ビル』 - Kill Bill (2003)
- 『白いカラス』 - The Human Stain (2003)
- 『マスター・アンド・コマンダー』 - Master and Commander: The Far Side of the World (2003)
- 『バッドサンタ』 - Bad Santa (2003)
- 『ロード・オブ・ザ・リング/王の帰還』 - The Lord of the Rings: The Return of the King (2003)
- 『コールド マウンテン』 - Cold Mountain (2003)
- 『華氏911』 - Fahrenheit 9/11 (2004)
- 『Shall We Dance?』 - Shall We Dance (2004)
- 『アビエイター』 - The Aviator (2004)
- 『ネバーランド』 - Finding Neverland (2004)
- 『世界で一番パパが好き!』 - Jersey Girl  (2004)
- 『シン・シティ』 - Sin City (2005)
- 『ブラザーズ・グリム』 - The Brothers Grimm (2005)
- 『シャークボーイ&マグマガール 3-D』 - The Adventures of Sharkboy and Lavagirl in 3-D (2005)
- 『プルーフ・オブ・マイ・ライフ』 - Proof (2005)
- 『すべてはその朝始まった』 - Derailed (2005)
- 『ファクトリー・ガール』 - Factory Girl (2006)
- 『The FEAST/ザ・フィースト』 - Feast  (2006)
- 『グレート・ディベーター 栄光の教室』 - The Great Debaters (2007)
- 『ヘルライド』 - Hell Ride (2008)
- 『正義のゆくえ I.C.E.特別捜査官』 - Crossing Over (2009)
- 『イングロリアス・バスターズ』 - Inglourious Basterds（2009）
- 『キャピタリズム〜マネーは踊る〜』 - CAPITALISM: A LOVE STORY (2009)
- 『英国王のスピーチ』 - The King's Speech (2010) ※配給のみ
- 『ザ・ファイター』 - The fignter (2010)
- 『アーティスト』 - The Artist (2011) ※配給のみ
- 『ジャンゴ　繋がれざる者』 - Django Unchained  (2012)
- 『世界にひとつのプレイブック』 - Silver Linings Playbook (2012)
- 『ザ・マスター』 - The master (2012)
- 『ジャッキー・コーガン』 - Killing Them Softly (2012)
- 『8月の家族たち』 - August: Osage County (2013)
- 『フルートベール駅で』 - Fruitvale Station (2013)
- 『あなたを抱きしめる日まで』 - Philomena (2013)
- 『イミテーション・ゲーム/エニグマと天才数学者の秘密』 - The Imitation Game (2014)
- 『ビッグ・アイズ』 - Big eyes (2014)
- 『はじまりのうた』 - Begin agein (2014)
- 『ダークハウス』 - Demonic (2015)
- 『LION/ライオン 〜25年目のただいま〜』 - Lion (2016)
- 『ゴールド/金塊の行方』 - Gold (2016)

## 出演作品
- 『アラン・スミシー・フィルム』 - An Alan Smithee Film: Burn Hollywood Burn (1997)